# Barna Frigyes
Barna Frigyes (Budapest, 1896. február 27. – Kitzbühel, 1958. január 31.) magyar jégkorongozó, olimpikon, orvos.

## Életútja
Barna József Lipót és Dick Ilona fiaként született. 1932. október 29-én Budapesten feleségül vette a nála tíz évvel fiatalabb, columbiai születésű Craik Gertrudot, Craik János és Montgomery Róza lányát.
Az 1928. évi téli olimpiai játékokon játszott a jégkorongtornán a magyar csapatban. Ez volt az első alkalom, hogy a magyar válogatott részt vett a téli olimpián. Az A csoportba kerültek, ahol először a franciáktól kaptak ki 2–0-ra, majd a belgáktól 3–2-re szintén kikaptak. Az utolsó mérkőzésen a britektől is kikaptak 1–0-ra, így a csoportban az utolsó helyen végeztek. Összesítésben a 11. vagyis az utolsó helyen végeztek.
Részt vett az 1930-as és 1931-es jégkorong-világbajnokság. Az elsőn 6. míg a másodikon 7. lett a magyar csapat.
Klubcsapata a Budapesti Korcsolyázó Egylet volt. A magyar királyi budapesti 1. honvéd vegyesdandárnál teljesített szolgálatot.